# Балтин, Август Янович
Август Янович Балтин (бел. Аўгуст Янавіч Балцін; 17 января 1894, Газенпот, Курляндская губерния, Российская империя — 23 июня 1953) — советский белорусский государственный деятель, заместитель Председателя Совета Народных Комиссаров БССР (1933—1934).

## Биография
Родился 17 января 1894 года в г. Газенпот Курляндской губернии.
Член ВКП(б) с 1909 года. Вел революционную работу в Либаве, Петербурге, Риге, Харькове, Баку. Его неоднократно арестовывали, заключали в тюрьму и отправляли под надзор полиции. С конца 1917 года работал в кооперативах Закавказья и Москвы.
С 1929 года — председатель правления Белорусского кооперативного союза, Нарком торговли (1930—1931), снабжения (1931—1933), лёгкой (1934) и местной (1934—1937) промышленности БССР, заместитель Председателя Совета Народных Комиссаров БССР (1933—1934).
4 сентября 1937 года арестован и 9 июня 1940 года приговорен внесудебным органом НКВД как «участник антисоветской троцкистской организации, существовавшей на территории БССР с 1933 года» к 10 годам исправительно-трудовых лагерей с конфискацией имущества. Освобожден в конце 1940-х годов.
Умер 23 июня 1953 года. Реабилитирован судебной коллегией Верховного Суда БССР 4 апреля 1956 года.
Член ЦК КП(б)Б в 1930—1937 годах. Член Центрального Исполнительного Комитета БССР в 1929—1937 годах и его Президиума в 1935—1937 годах.

## Награды
- Орден Ленина (1936).